# نيزة عليا
نيزة عليا هي قرية في مقاطعة سردشت، إيران. يقدر عدد سكانها بـ 107 نسمة بحسب إحصاء 2016.